# Mathieu Berson
Mathieu Berson (* 23. února 1980, Vannes, Francie) je francouzský fotbalový záložník a bývalý mládežnický reprezentant, který v současné době hraje za třetiligový francouzský klub Vannes OC.

## Klubová kariéra
Berson hrál postupně v klubech FC Nantes, Aston Villa, AJ Auxerre (roční hostování), Levante UD, Toulouse FC a Vannes OC.
Profesionální kariéru zahájil v FC Nantes, debutoval v sezóně 1999/00.

## Reprezentační kariéra
Byl členem francouzských mládežnických výběrů. Zúčastnil se Mistrovství Evropy hráčů do 21 let v roce 2002 ve Švýcarsku, kde Francie podlehla ve finále české jedenadvacítce v penaltovém rozstřelu a získala stříbro.